# Bruchomyia unicolor
Bruchomyia unicolor är en tvåvingeart som beskrevs av Barretto 1950. Bruchomyia unicolor ingår i släktet Bruchomyia och familjen fjärilsmyggor. Inga underarter finns listade i Catalogue of Life.